# 三田たたみ
三田 たたみ（みた たたみ、11月3日 - ）は、日本の漫画原作者、シナリオライター、水質研究家、回文作家、経営者。千葉県香取市出身。漫画喫茶「まんがの図書館ガリレオ」を経営しながら漫画の原作やゲームシナリオを書いている。
本名の上関 久美子（かみせき くみこ）としてメディア出演することも多い。

## 略歴
- 関東学院大学社会学部卒業後、三浦工業に営業職として勤め[3]、水質と洗剤に関する科学的知識を学ぶ。2001年に昭和産業に転職してパンの企画営業に従事後、2004年に水専門のコンサルタントとして独立。2005年に『ソフトウォーターブック 軟水のお風呂で赤ちゃんの肌に』を出版。その後、水質研究家としてテレビや雑誌に多数出演していた[4]。
- 2010年、回文短歌に出会い、Twitterで回文を募集して「ツイッター回文祭」などのイベントを精力的に主催。2016年、発表していた回文短歌と書き下ろし掌編小説をまとめた『めぐる季節の回文短歌』を出版[5]。
- 2017年3月、赤字経営で閉店する予定だった漫画喫茶「まんがの図書館ガリレオ」を買い取り、経営者となる[6][7][8]。
- 2018年7月、マンガアプリ「XOY」にて漫画原作者として『サクラメンツ』で商業デビュー[9]。
- 2019年、ボードゲーム作家として回文カードゲーム『ワタシ負ケマシタワ』を制作[10]、さらにボードゲーム制作を通してマーダーミステリーを知り、『ラムの村』を制作した[11]。
- 2022年1月から始まったテレビ番組『ハナコ書店』（テレビ愛知・テレビ東京系）の収録場所が、「まんがの図書館ガリレオ」だったため、店長役でレギュラー出演することになった[2]。
- 2023年1月期に、原作を手掛けた漫画『夫を社会的に抹殺する5つの方法』がテレビ東京系列にてテレビドラマ化[12]、そして2024年1月期に同じくテレビ東京系列にてテレビドラマ『夫を社会的に抹殺する5つの方法 Season2』の放送が決定した[13]。

## 交友関係
- 「まんがの図書館ガリレオ」には、過去にお笑い芸人のトンツカタン森本やレインボー池田がアルバイトしており交流がある[14]。
- お笑い芸人の吉川きっちょむとは回文カードゲーム『ワタシ負ケマシタワ』を共同制作している[10]。
- 漫画家山本さほのエッセイ漫画『きょうも厄日です』1巻の描き下ろしに、三田たたみとして登場している[15]。

## 作品リスト

### 連載
- サクラメンツ（XOY、LINEマンガ 2018年7月6日 - 2019年7月12日）全54話 - 原作[16]
- コイノツボミ。（集英社、マンガMee 2020年3月28日 - 2020年9月5日）全28話 - 原作[17]
- 王子様なカノジョ（LINEマンガ 2021年6月24日 - 2022年3月17日)全45話 - 原作[18]
- 夫を社会的に抹殺する5つの方法（DMMブックス 2022年10月15日 - ）連載中 - 原作[19]

### 書籍
- ソフトウォーターブック 軟水のお風呂で赤ちゃんの肌に（2005年8月1日、径書房 ISBN 978-4-7705-0192-9）[4]上関久美子名義
- めぐる季節の回文短歌（2016年6月30日、書肆神保堂 ISBN 978-4-9908754-2-8）[5]
- 夫を社会的に抹殺する5つの方法 （ジーオーティー〈CITR COMICS〉） 既刊1巻（2023年10月2日現在）
  1. 2023年10月2日発売[20]、 ISBN 978-4-8236-0554-3

### ゲーム
- 2019年 カードゲーム『ワタシ負ケマシタワ』 - 制作[10]
- 2019年 マーダーミステリー『ラムの村』 - 制作[11]
- 2020年 マーダーミステリー『さんごくし殺人事件』（Studio OZON） - 制作[21]
- 2021年 マーダーミステリー『白殺し type-T』（Studio OZON） - 制作[22]
- 2022年 コンシューマーゲーム『春ゆきてレトロチカ』 - 脚本協力[23]

## メディア出演

### テレビ番組
- おはよう日本（2006年11月1日、NHK） - 軟水研究家として出演[24]上関久美子名義
- ニノさん（2020年7月12日、日本テレビ） - ガリレオ店長として出演[25]
- 月曜から夜ふかし（2021年7月19日、日本テレビ） - 水質研究家として出演[26]
- ハナコ書店（2022年1月8日 - 2022年9月24日、テレビ愛知・テレビ東京系列） - 店長役でレギュラー出演[2]

### 雑誌
- 実話ナックルズウルトラ（2023年1月30日 - 、大洋図書） - 漫画コラム連載[27]

### 配信
- 別冊ハナコ書店 全3回（2022年11月1日 - 2022年11月15日、Locipo） - 店長役でレギュラー出演[28]